# Gaertnera cooperi
Gaertnera cooperi là một loài thực vật có hoa trong họ Thiến thảo. Loài này được Hutch. & M.B.Moss mô tả khoa học đầu tiên năm 1931.